# Barile (contenitore)

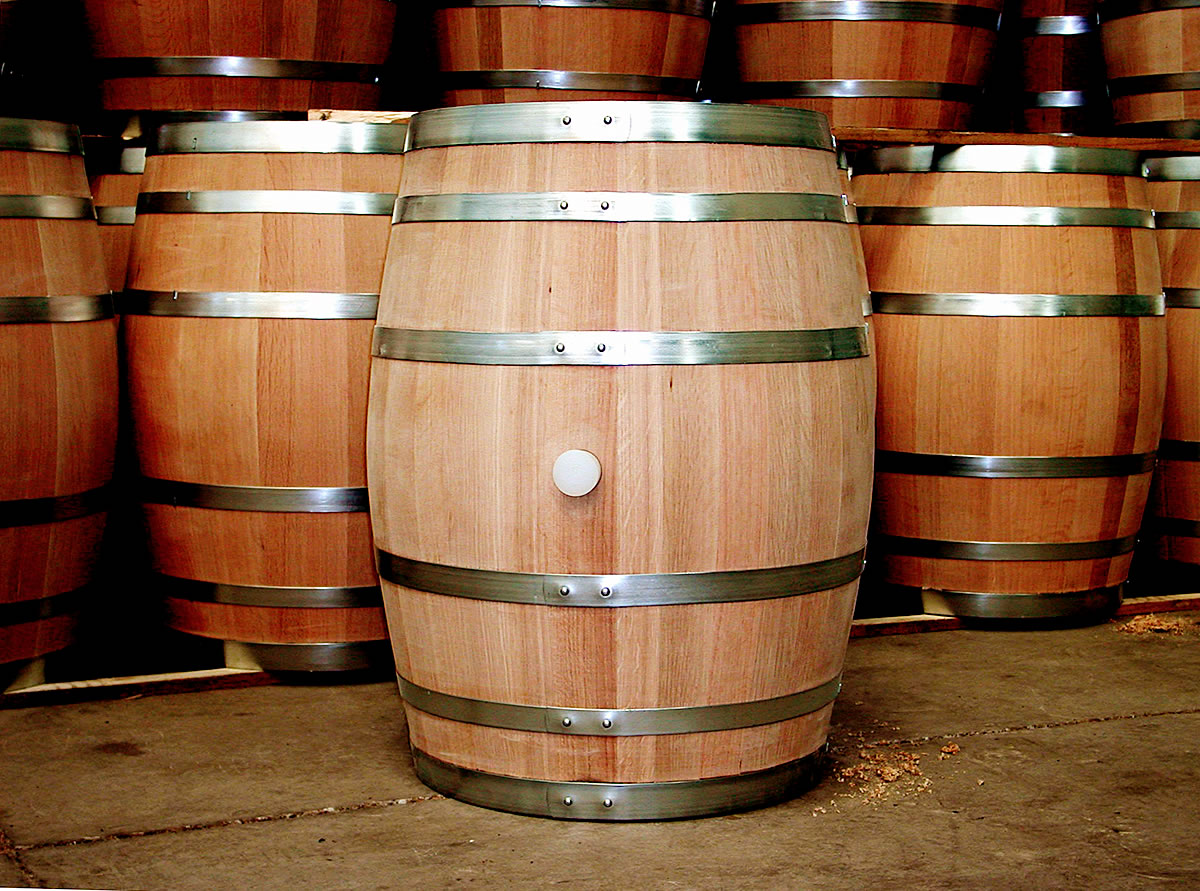
Barili di legno

Il barile è in generale un contenitore costituito da doghe di legno strette tra loro da cerchi metallici e impiegato per la conservazione di liquidi o altri prodotti. Il barile usato per l'invecchiamento del vino è detto barrique, quello impiegato per la conservazione dei pesci in salamoia è detto bariglione.

## Descrizione
Il barile è una evoluzione tecnologica della botte di legno, usata fin dall'antichità per trasportare e conservare liquidi pregiati, come il vino o per alimenti come il pesce conservato (aringhe).
La sua forma cilindrica ne facilita il trasporto e la sistemazione nelle stive delle navi ed in altri spazi per il trasporto tramite rotolamento.
Solitamente il barile è rafforzato con costolature parallele che ne incrementano la resistenza agli urti.

## Utilizzi

### Enologia
In enologia si chiama barile un contenitore di legno che assomiglia a una piccola botte. La capacità è variata molto nel corso dei secoli e a seconda dei luoghi, ma oggi, perlopiù, si chiama barile un vaso per vino da 50 l (½ hl). Si tratta quindi di un recipiente che ha la metà di capacità di un caratello.

### Altri usi
In alcune aree dell'America centrale, le carcasse vuote di vecchi barili vengono modificate ed elaborate per essere usate come tamburi musicali metallici.